# Lijst van voetbalinterlands Algerije - Tanzania
Deze lijst van voetbalinterlands is een overzicht van alle officiële voetbalwedstrijden tussen de nationale teams van Algerije en Tanzania. De Afrikaanse landen hebben tot op heden twaalf keer tegen elkaar gespeeld. De eerste ontmoeting was een wedstrijd tijdens de Afrikaanse Spelen 1973 in Lagos (Nigeria) op 8 januari 1973. Het laatste duel, een kwalificatiewedstrijd voor de Afrika Cup 2023, werd gespeeld op 7 september 2023 in Annaba.

## Wedstrijden
| №  | Plaats        | Datum            | Competitie                   | Wedstrijd           | Uitslag |
| -- | ------------- | ---------------- | ---------------------------- | ------------------- | ------- |
| 1  | Lagos         | 8 januari 1973   | Afrikaanse Spelen 1973       | Algerije − Tanzania | 4 − 2   |
| 2  | Dar es Salaam | 21 januari 1995  | Afrika Cup 1996 kwalificatie | Tanzania − Algerije | 2 − 1   |
| 3  | Algiers       | 30 juli 1995     | Afrika Cup 1996 kwalificatie | Algerije − Tanzania | 2 − 1   |
| 4  | Dar es Salaam | 4 oktober 1997   | Vriendschappelijk            | Tanzania − Algerije | 0 − 1   |
| 5  | Blida         | 3 september 2010 | Afrika Cup 2012 kwalificatie | Algerije − Tanzania | 1 − 1   |
| 6  | Dar es Salaam | 3 september 2011 | Afrika Cup 2012 kwalificatie | Tanzania − Algerije | 1 − 1   |
| 7  | Dar es Salaam | 14 november 2015 | WK 2018 kwalificatie         | Tanzania − Algerije | 2 − 2   |
| 8  | Blida         | 17 november 2015 | WK 2018 kwalificatie         | Algerije − Tanzania | 7 − 0   |
| 9  | Algiers       | 22 maart 2018    | Vriendschappelijk            | Algerije − Tanzania | 4 − 1   |
| 10 | Caïro         | 1 juli 2019      | Afrika Cup 2019              | Tanzania − Algerije | 0 − 3   |
| 11 | Dar es Salaam | 8 juni 2022      | Afrika Cup 2023 kwalificatie | Tanzania − Algerije | 0 − 2   |
| 12 | Annaba        | 7 september 2023 | Afrika Cup 2023 kwalificatie | Algerije − Tanzania | 0 − 0   |

## Samenvatting
| Competitie              | Totaal gespeeld | Winst Algerije | Gelijk | Winst Tanzania | Doelsaldo Algerije – Tanzania |
| ----------------------- | --------------- | -------------- | ------ | -------------- | ----------------------------- |
| WK-kwalificatie         | 2               | 1              | 1      | 0              | 9 − 2                         |
| Afrika Cup              | 1               | 1              | 0      | 0              | 3 − 0                         |
| Afrika Cup-kwalificatie | 6               | 2              | 3      | 1              | 7 − 5                         |
| Afrikaanse Spelen       | 1               | 1              | 0      | 0              | 4 − 2                         |
| Vriendschappelijk       | 2               | 2              | 0      | 0              | 5 − 1                         |
| Totaal                  | 12              | 7              | 4      | 1              | 28 − 10                       |

Wedstrijden bepaald door strafschoppen worden, in lijn met de FIFA, als een gelijkspel gerekend.